# Si yo fuera rey
If I Were King (en España: Si yo fuera rey) es una película histórica y biográfica estadounidense de 1938 protagonizada por Ronald Colman como el poeta medieval François Villon y coprotagonizada por Basil Rathbone y Frances Dee. Está basada en la obra de teatro y la novela de 1901, ambas del mismo nombre, de Justin Huntly McCarthy, y fue dirigida por Frank Lloyd, con una adaptación de guion de Preston Sturges.

## Sinopsis
Francia, segunda mitad del siglo XV. París está rodeada por el duque de Borgoña. El cruel rey Luis XI sospechando una traición y, disfrazado, se mezcla con el pueblo hambriento. Descubre que el traidor es el agente D'Aussigny, asesinado por François Villon, el trovador que roba los almacenes reales mientras escribe versos de desprecio hacia Su Majestad. El rey captura al poeta y lo nombra nuevo alguacil, para demostrarle que, incluso con todo el poder en sus manos, no es fácil gobernar ni siquiera una ciudad, y mucho menos un reino entero. François se toma en serio sus nuevas responsabilidades y demuestra capacidad para distribuir la justicia entre sus súbditos, aunque fracase al intentar movilizar a los ejércitos contra el asedio. El y su dama de honor Catherine de Vaucelles se enamoran; Para empeorar las cosas, el rey revela que hará que lo ahorquen. Es hora de huir.

## Reparto
- Ronald Colman - François Villon
- Basil Rathbone - Rey Luis XI
- Frances Dee - Katherine DeVaucelles
- Ellen Drew - Huguette
- C. V. France - Padre de Villon
- Henry Wilcoxon - capitán de la Torre
- Heather Thatcher - La Reina
- Stanley Ridges - Rene de Montigny
- Bruce Lester - Noel de Jolys
- Alma Lloyd - Colette
- Sidney Toler - Robin Turgis
- John Miljan - Thibaut D'Aussigny

## Producción
Se necesitaron nueve meses en Francia para prepararse para Si yo fuera rey, y el gobierno francés cooperó permitiendo que se hiciera una réplica del trono del Palacio del Louvre.
No está claro si Preston Sturges, quien en ese momento era el principal escritor de Paramount, tuvo un colaborador en la escritura del guion: algunos de los primeros borradores tienen el nombre "Jackson" así como el de Sturges, pero la identidad de "Jackson" no ha sido determinado. En cualquier caso, Sturges terminó un borrador en febrero de 1938. El guion final incluyó las traducciones originales del propio Sturges de algunos de los poemas de Villon.
La película estuvo en producción desde el 12 de mayo hasta mediados de julio de 1938. Ralph Faulkner, que interpretó a un vigilante, actuó como coordinador de especialistas y entrenó a los actores en el manejo de la espada, y se utilizaron alrededor de 900 extras para las escenas de batalla, una de las cuales fue eliminada por el director después del estreno de la película.